# Grande Prêmio do Canadá de 1985
Resultados do Grande Prêmio do Canadá de Fórmula 1 realizado em Montreal em 16 de junho de 1985. Quinta etapa do campeonato, foi vencido pelo italiano Michele Alboreto, que subiu ao pódio junto a Stefan Johansson numa dobradinha da Ferrari, com Alain Prost em terceiro pela McLaren-TAG/Porsche.

## Classificação

### Treinos oficiais
| Pos.    | Nº | Piloto             | Construtor             | Q1       | Q2       | Diferença |
| ------- | -- | ------------------ | ---------------------- | -------- | -------- | --------- |
| 1       | 11 | Elio de Angelis    | Lotus-Renault          | 1:26.895 | 1:24.527 | —         |
| 2       | 12 | Ayrton Senna       | Lotus-Renault          | 1:25.399 | 1:24.816 | + 0.289   |
| 3       | 27 | Michele Alboreto   | Ferrari                | 1:25.127 | 1:25.832 | + 0.600   |
| 4       | 28 | Stefan Johansson   | Ferrari                | 1:27.870 | 1:25.170 | + 0.643   |
| 5       | 2  | Alain Prost        | McLaren-TAG/Porsche    | 1:25.977 | 1:25.557 | + 1.030   |
| 6       | 16 | Derek Warwick      | Renault                | 1:26.801 | 1:25.622 | + 1.095   |
| 7       | 18 | Thierry Boutsen    | Arrows-BMW             | 1:28.241 | 1:25.846 | + 1.319   |
| 8       | 6  | Keke Rosberg       | Williams-Honda         | 1:26.265 | 1:26.097 | + 1.570   |
| 9       | 7  | Nelson Piquet      | Brabham-BMW            | 1:27.004 | 1:26.301 | + 1.774   |
| 10      | 15 | Patrick Tambay     | Renault                | 1:26.958 | 1:26.340 | + 1.813   |
| 11      | 23 | Eddie Cheever      | Alfa Romeo             | 1:27.638 | 1:26.354 | + 1.827   |
| 12      | 17 | Gerhard Berger     | Arrows-BMW             | 1:30.826 | 1:26.743 | + 2.216   |
| 13      | 22 | Riccardo Patrese   | Alfa Romeo             | 1:28.081 | 1:26.995 | + 2.468   |
| 14      | 9  | Manfred Winkelhock | RAM-Hart               | 1:31.147 | 1:27.266 | + 2.739   |
| 15      | 25 | Andrea de Cesaris  | Ligier-Renault         | 1:28.746 | 1:27.403 | + 2.876   |
| 16      | 5  | Nigel Mansell      | Williams-Honda         | 1:28.367 | 1:27.728 | + 3.201   |
| 17      | 1  | Niki Lauda         | McLaren-TAG/Porsche    | 1:28.126 | 1:28.130 | + 3.599   |
| 18      | 19 | Teo Fabi           | Toleman-Hart           | 1:29.910 | 1:28.625 | + 4.098   |
| 19      | 26 | Jacques Laffite    | Ligier-Renault         | 1:29.730 | 1:28.750 | + 4.223   |
| 20      | 8  | Marc Surer         | Brabham-BMW            | 1:30.206 | 1:29.473 | + 4.946   |
| 21      | 10 | Philippe Alliot    | RAM-Hart               | 1:29.501 | 1:36.960 | + 4.974   |
| 22      | 24 | Piercarlo Ghinzani | Osella-Alfa Romeo      | 1:32.299 | 1:31.576 | + 7.049   |
| 23      | 4  | Stefan Bellof      | Tyrrell-Ford           | 1:32.589 | 1:31.733 | + 7.206   |
| 24      | 3  | Martin Brundle     | Tyrrell-Ford           | 1:32.760 | 1:31.923 | + 7.396   |
| 25      | 29 | Pierluigi Martini  | Minardi-Motori Moderni | 1:34.985 | 1:37.148 | + 10.458  |
| Fontes: |    |                    |                        |          |          |           |

### Corrida
| Pos.    | Nº | Piloto             | Construtor             | Voltas | Tempo/Diferença | Grid | Pontos |
| ------- | -- | ------------------ | ---------------------- | ------ | --------------- | ---- | ------ |
| 1       | 27 | Michele Alboreto   | Ferrari                | 70     | 1:46:01.813     | 3    | 9      |
| 2       | 28 | Stefan Johansson   | Ferrari                | 70     | + 1.957         | 4    | 6      |
| 3       | 2  | Alain Prost        | McLaren-TAG/Porsche    | 70     | + 4.341         | 5    | 4      |
| 4       | 6  | Keke Rosberg       | Williams-Honda         | 70     | + 27.821        | 8    | 3      |
| 5       | 11 | Elio de Angelis    | Lotus-Renault          | 70     | + 43.349        | 1    | 2      |
| 6       | 5  | Nigel Mansell      | Williams-Honda         | 70     | + 1:17.878      | 16   | 1      |
| 7       | 15 | Patrick Tambay     | Renault                | 69     | + 1 volta       | 10   |        |
| 8       | 26 | Jacques Laffite    | Ligier-Renault         | 69     | + 1 volta       | 19   |        |
| 9       | 18 | Thierry Boutsen    | Arrows-BMW             | 68     | + 2 voltas      | 7    |        |
| 10      | 22 | Riccardo Patrese   | Alfa Romeo             | 68     | + 2 voltas      | 13   |        |
| 11      | 4  | Stefan Bellof      | Tyrrell-Ford           | 68     | + 2 voltas      | 23   |        |
| 12      | 3  | Martin Brundle     | Tyrrell-Ford           | 68     | + 2 voltas      | 24   |        |
| 13      | 17 | Gerhard Berger     | Arrows-BMW             | 67     | + 3 voltas      | 12   |        |
| 14      | 25 | Andrea de Cesaris  | Ligier-Renault         | 67     | + 3 voltas      | 15   |        |
| 15      | 8  | Marc Surer         | Brabham-BMW            | 67     | + 3 voltas      | 20   |        |
| 16      | 12 | Ayrton Senna       | Lotus-Renault          | 65     | + 5 voltas      | 2    |        |
| 17      | 23 | Eddie Cheever      | Alfa Romeo             | 64     | + 6 voltas      | 11   |        |
| Ret     | 29 | Pierluigi Martini  | Minardi-Motori Moderni | 57     | Acidente        | 25   |        |
| Ret     | 1  | Niki Lauda         | McLaren-TAG/Porsche    | 37     | Motor           | 17   |        |
| Ret     | 24 | Piercarlo Ghinzani | Osella-Alfa Romeo      | 35     | Motor           | 22   |        |
| Ret     | 10 | Philippe Alliot    | RAM-Hart               | 28     | Acidente        | 21   |        |
| Ret     | 16 | Derek Warwick      | Renault                | 25     | Acidente        | 6    |        |
| Ret     | 9  | Manfred Winkelhock | RAM-Hart               | 5      | Acidente        | 14   |        |
| Ret     | 19 | Teo Fabi           | Toleman-Hart           | 3      | Turbo           | 18   |        |
| Ret     | 7  | Nelson Piquet      | Brabham-BMW            | 0      | Transmissão     | 9    |        |
| Fontes: |    |                    |                        |        |                 |      |        |

## Tabela do campeonato após a corrida
| Pos.    | Piloto           | Pontos |
| ------- | ---------------- | ------ |
| 1       | Michele Alboreto | 27     |
| 2       | Alain Prost      | 22     |
| 3       | Elio de Angelis  | 22     |
| 4       | Patrick Tambay   | 10     |
| 5       | Ayrton Senna     | 9      |
| Fontes: |                  |        |

| Pos.    | Construtor          | Pontos |
| ------- | ------------------- | ------ |
| 1       | Ferrari             | 37     |
| 2       | Lotus-Renault       | 31     |
| 3       | McLaren-TAG/Porsche | 25     |
| 4       | Renaut              | 12     |
| 5       | Williams-Honda      | 8      |
| Fontes: |                     |        |

- Nota: Somente as primeiras cinco posições estão listadas. Entre 1981 e 1990 cada piloto podia computar onze resultados válidos por temporada não havendo descartes no mundial de construtores.